# Triòxid de dinitrogen
El triòxid de dinitrogen és un compost químic binari de nitrogen i oxigen, és un òxid de fórmula {\displaystyle {\ce {N2O3}}}. A baixes temperatures, per sota els 3,5 °C que és el seu punt d'ebullició, és un líquid blau amb una olor aguda i desagradable, de densitat 1,447 g/cm³. A temperatures superiors al punt d'ebullició es manté en estat líquid a altes pressions. Es dissocia parcialment en {\displaystyle {\ce {NO}}} i {\displaystyle {\ce {NO2}}}, monòxid i diòxid de nitrogen respectivament. És molt irritant a la pell, els ulls i les mucoses. Els vapors en són molt tòxics per inhalació. S'utilitza en combustibles especials. Sota l'exposició prolongada a una calor intensa, el contenidor pot trencar-se violentament i explotar.

## Història

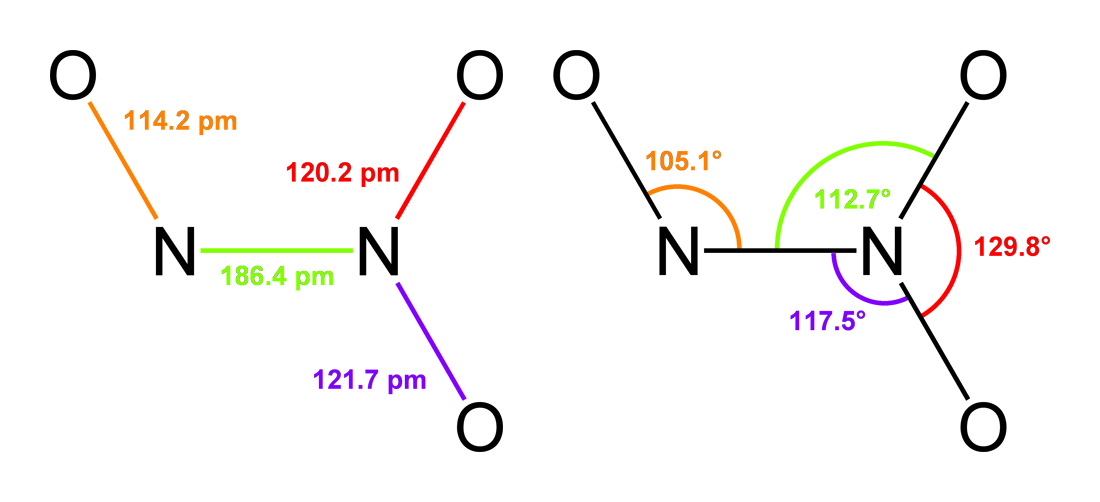
Longituds d'enllaç i angles de la molècula N2O3

El químic francès Joseph-Louis Gay-Lussac (1778-1850) en va plantejar l'existència abans del 1816.

## Estructura

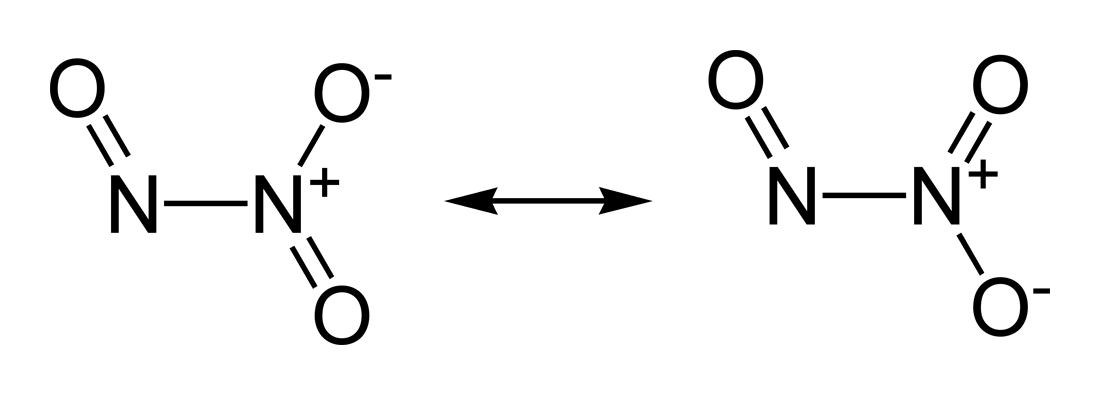
Estructures ressonants de la molècula N2O3

Els estudis de difracció d'electrons indiquen que el triòxid de dinitrogen és una molècula plana. La longitud de l'enllaç {\displaystyle {\ce {N-N}}} és anormalment llarg (186 pm) comparat amb l'enllaç senzill convencional de la hidrazina, {\displaystyle {\ce {NH2-NH2}}} (145 pm). És un cas semblant a l'enllaç {\displaystyle {\ce {N-N}}} de la molècula de tetraòxid de dinitrogen, {\displaystyle {\ce {N2O4}}}.
Les dades de longitud d'enllaç indiquen que l'àtom d'oxigen individual està unit al nitrogen per un doble enllaç, mentre que els altres dos enllaços oxigen-nitrogen tenen cadascun un ordre d'enllaç d'1,5. Aquest valor és la mitjana de les formes d'enllaç senzill i doble enllaç, per la qual cosa la situació real s'ha de representar mitjançant dues estructures ressonants.

## Propietats

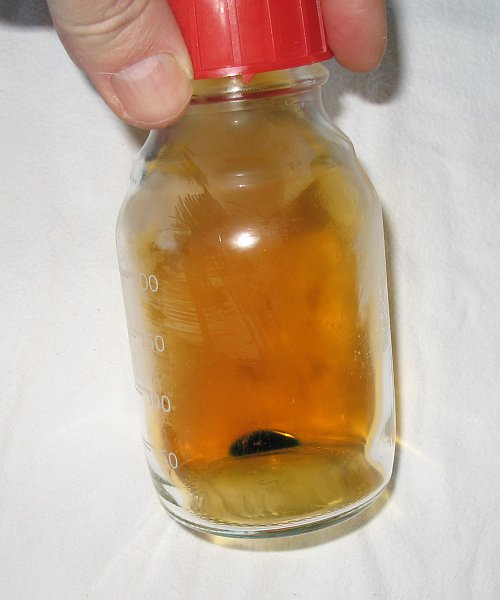
Mescla d'òxids de nitrogen a baixa temperatura. El líquid blau és N2O3

El triòxid de dinitrogen només pot obtenir-se pur en estat sòlid, presentant una coloració cel, o en estat líquid en les proximitats del punt de fusió (-100,1 °C) amb una coloració blava intensa. A més temperatura es dissocia parcialment segons les reaccions:
{\displaystyle {\ce {N2O3 <=> NO + NO2}}}{\displaystyle {\ce {2NO2 <=> N2O4}}}Tant l'{\displaystyle {\ce {NO}}} com l'{\displaystyle {\ce {N2O4}}}són incolors, però el diòxid de nitrogen, {\displaystyle {\ce {NO2}}}, presenta coloració marró groguenca. A 0 °C, el {\displaystyle {\ce {N2O3}}}presenta una coloració verdosa degut a la combinació del blau del {\displaystyle {\ce {N2O3}}} i de les traces d'{\displaystyle {\ce {NO2}}} presents en el {\displaystyle {\ce {N2O4}}}. En estat gasós es troba molt dissociat com queda palès per la coloració marró deguda al {\displaystyle {\ce {NO2}}}, especialment al voltant del punt d'ebullició del {\displaystyle {\ce {N2O4}}} (21,3 °C).
Per a la reacció de dissociació del {\displaystyle {\ce {N2O3}}} a 298,15 K la constant d'equilibri val {\displaystyle K_{e}=1{,}91\;\mathrm {atm} }, l'entalpia {\displaystyle \Delta H^{0}=9{,}69\;\mathrm {kcal/mol} }, l'energia de Gibbs {\displaystyle \Delta G^{0}=-0{,}38\;mathrm{kcal/mol}} i l'entropia {\displaystyle S^{0}=33{,}2\;\mathrm {cal/K\cdot mol} }.

## Obtenció
El principal mètode d'obtenció és la reacció estequiomètrica de monòxid de nitrogen, {\displaystyle {\ce {NO}}}, i diòxid de nitrogen, {\displaystyle {\ce {NO2}}} (en equilibri amb el tetraòxid de dinitrogen, {\displaystyle {\ce {N2O4}}}) a -20 °C.
{\displaystyle {\ce {2NO + N2O4 -> 2N2O3}}}
Només el trobem a temperatures inferiors als 30 °C, ja que per sobre d'aquesta l'equilibri anterior està desplaçat cap a l'esquerra i el triòxid de dinitrogen descompon donant monòxid de nitrogen i diòxid de nitrogen.
La barreja estequiomètrica de monòxid de nitrogen amb dioxigen també genera triòxid de dinitrogen:
{\displaystyle {\ce {4NO + O2 -> 2N2O3}}}
Un mètode d'obtenció alternatiu és l'oxidació de coure metàl·lic en presència d'àcid nítric, {\displaystyle {\ce {HNO3}}}
{\displaystyle {\ce {2Cu + 6HNO3 -> 2Cu(NO3)2 + N2O3 + 3H2O}}}
Un altre mètode de producció és barrejar pols de triòxid d'arsènic, {\displaystyle {\ce {As2O3}}} amb àcid nítric, {\displaystyle {\ce {HNO3}}}:
{\displaystyle {\ce {2HNO3 + 2H2O + As2O3 -> N2O3 + 2H3AsO4}}}
En presència d'àcid nitrós, {\displaystyle {\ce {HNO2}}}, el dímer del diòxid de nitrogen, el {\displaystyle {\ce {N2O4}}}, duu a terme una reacció àcid-base que també genera {\displaystyle {\ce {N2O3}}}:
{\displaystyle {\ce {N2O4 + HNO2 -> N2O3 + HNO3}}}
S'ha observat que també es pot preparar mitjançant la reacció de {\displaystyle {\ce {NO}}} amb peroxinitrit, {\displaystyle {\ce {ONOO^-}}}:
{\displaystyle {\ce {ONOO^- + 2NO -> N2O3 + NO2-}}}
La nitració del naftalè, {\displaystyle {\ce {NaphH}}}, mitjançant el tetraòxid de dinitrogen, {\displaystyle {\ce {N2O4}}}, genera també {\displaystyle {\ce {N2O3}}} com a subproducte de reacció
{\displaystyle {\ce {NaphH + 2N2O4 -> NaphNO2 + HNO3 + N2O3}}}

## Reactivitat
Donat que es tracta de l'anhídrid de l'àcid nitrós, presenta comportament àcid-base. En presència d'aigua, el {\displaystyle {\ce {N2O3}}} genera àcid nitrós, {\displaystyle {\ce {HNO2}}}; en canvi, en presència de medi bàsic genera l'ió nitrit, {\displaystyle {\ce {NO2^-}}}.
{\displaystyle {\ce {N2O3 + H2O <=> HNO2}}}{\displaystyle {\ce {N2O3 + OH^- -> 2NO2^- + H2O}}}
En presència d'àcids concentrats (àcid sulfúric, àcid perclòric, àcid selènic, àcid tetrafluorobòric) genera les corresponents sals d'oxidonitrogen(1+), {\displaystyle {\ce {NO^+}}}:
{\displaystyle {\ce {N2O3 + 2H2SO4 -> 2(NO)HSO4 + H2O}}}{\displaystyle {\ce {N2O3 + 2HClO4 -> 2NOClO4 + H2O}}}
En el cas de fer servir àcid nítric, genera àcid nitrós i tetraòxid de dinitrogen en un procés reversible:
{\displaystyle {\ce {N2O3 + HNO3 -> HNO2 + N2O4}}}
Dona lloc també a reaccions de nitrosil·lació en presència de tiols, per donar el corresponent nitrosotiol:
{\displaystyle {\ce {N2O3 + RSH -> NO2^- + RSNO + H^+}}}
En presència d'un dissolvent apròtic (com per exemple sulfolà), dona lloc a una dissociació iònica:
{\displaystyle {\ce {N2O3 <=> NO^+ + NO2^-}}}

## Seguretat
És tòxic por ingestió o inhalació per descomposició en gasos tòxics. En cas de contacte amb l'ull, pot produir lesions greus.